# Chalcosyrphus eunotus
Chalcosyrphus eunotus es una especie de mosca sírfida. Se distribuyen por el Paleártico en Eurasia.